# Boxe aux Jeux olympiques d'été de 1996
Navigation
Barcelone 1992 Sydney 2000
Aux Jeux olympiques d'été de 1996, douze épreuves de boxe anglaise se sont disputées du 20 juillet au 4 août 1996 à Atlanta, aux États-Unis.

## Tournois qualificatifs

### Zone Afrique
Du 10 au 17 mars 1996, Tunis accueille le tournoi qualificatif où des boxeurs issus de 25 pays s'affrontent,. Les vainqueurs et finalistes qualifiés pour les jeux sont :
- -48 kg : Hamid erhili  Maroc bat Alfred Telteh  Ghana aux points
- -51 kg : Moez Zemzmieou  Tunisie bat Mehdi Assous  Algérie aux points
- -54 kg : Abdelaziz Boulahia  Algérie bat Hicham Nafil  Maroc aux points
- -57 kg : Noureddine Medjhoud  Algérie bat Mohamed Achik  Maroc aux points
- -60 kg : Mohamed Allalou  Algérie bat Franco Ogentho  Ouganda aux points
- -63,5 kg : Fethi Missaoui  Tunisie bat Hocine Soltani  Algérie aux points
- -67 kg : Lahcène Kabil  Maroc bat Laid Bounen  Algérie aux points
- -71 kg : Albert Eromosele  Nigeria bat Yared Wolde  Éthiopie aux points
- -75 kg : Mohamed Mosbahi  Maroc bat Bertrabd Tietsia  Cameroun aux points
- -81 kg : Mohamed Benguessmia  Algérie bat Sabri Bachiri  Maroc par abondon à la 2e reprise
- -91 kg : Mustapha Amrou  Égypte bat Charles Kizza  Ouganda aux points
- +91 kg : Ahmed Said  Égypte bat Butissam Ubykanin  Afrique du Sud aux points

## Tournoi olympique

### Podiums

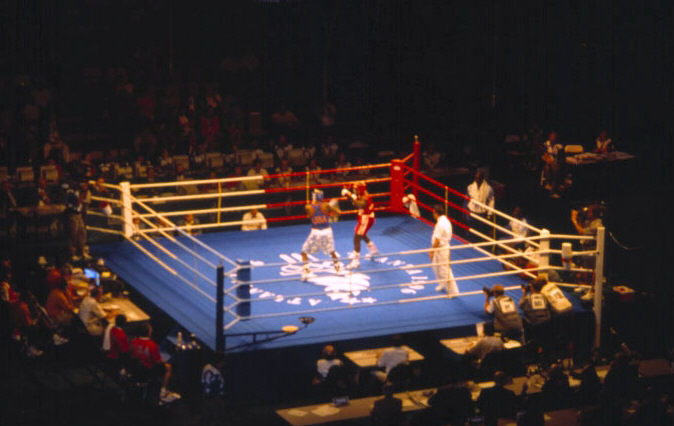
Ring de boxe aux jeux d'Atlanta 1996.

| Catégories                    | Or                 | Argent                | Bronze                             |
| Poids mi-mouches (-48 kg)     | Daniel Petrov      | Mansueto Velasco      | Oleg Kiryukhin Rafael Lozano       |
| Poids mouches (-51 kg)        | Maikro Romero      | Bulat Jumadilov       | Zoltan Lunka Albert Pakeyev        |
| Poids coqs (-54 kg)           | István Kovács      | Arnaldo Mesa          | Vichai Khadpo Raimkul Malakhbekov  |
| Poids plumes (-57 kg)         | Somluck Kamsing    | Serafim Todorov       | Pablo Chacon Floyd Mayweather Jr.  |
| Poids légers (-60 kg)         | Hocine Soltani     | Tontcho Tontchev      | Terrance Cauthen Leonard Doroftei  |
| Poids super-légers (-63,5 kg) | Héctor Vinent      | Oktay Urkal           | Fathi Missaoui Bolat Niyazymbetov  |
| Poids welters (-67 kg)        | Oleg Saitov        | Juan Hernández Sierra | Daniel Santos Marian Simion        |
| Poids super-welters (-71 kg)  | David Reid         | Alfredo Duvergel      | Yermakhan Ibraimov Karim Tulaganov |
| Poids moyens (-75 kg)         | Ariel Hernández    | Malik Beyleroglu      | Mohamed Bahari Rhoshii Wells       |
| Poids mi-lourds (-81 kg)      | Vassiliy Jirov     | Lee Seung-Bae         | Antonio Tarver Thomas Ulrich       |
| Poids lourds (-91 kg)         | Félix Savón        | David Defiagbon       | Nate Jones Luan Krasniqi           |
| Poids super-lourds (+91 kg)   | Wladimir Klitschko | Paea Wolfgramm        | Duncan Dokiwari Aleksey Lezin      |

### Tableau des médailles
| Place | Pays              | Médaille d'or, Jeux olympiques | Médaille d'argent, Jeux olympiques | Médaille de bronze, Jeux olympiques | Total |
| ----- | ----------------- | ------------------------------ | ---------------------------------- | ----------------------------------- | ----- |
| 1     | Cuba              | 4                              | 3                                  | 0                                   | 7     |
| 2     | Bulgarie          | 1                              | 2                                  | 0                                   | 3     |
| 3     | Kazakhstan        | 1                              | 1                                  | 2                                   | 4     |
| 4     | États-Unis        | 1                              | 0                                  | 5                                   | 6     |
| 5     | Russie            | 1                              | 0                                  | 3                                   | 4     |
| 6     | Algérie           | 1                              | 0                                  | 1                                   | 2     |
| -     | Thaïlande         | 1                              | 0                                  | 1                                   | 2     |
| -     | Ukraine           | 1                              | 0                                  | 1                                   | 2     |
| 9     | Hongrie           | 1                              | 0                                  | 0                                   | 1     |
| 10    | Allemagne         | 0                              | 1                                  | 3                                   | 4     |
| 11    | Canada            | 0                              | 1                                  | 0                                   | 1     |
| -     | Philippines       | 0                              | 1                                  | 0                                   | 1     |
| -     | Corée du Sud      | 0                              | 1                                  | 0                                   | 1     |
| -     | Tonga             | 0                              | 1                                  | 0                                   | 1     |
| -     | Turquie           | 0                              | 1                                  | 0                                   | 1     |
| 16    | Roumanie          | 0                              | 0                                  | 2                                   | 2     |
| 17    | Argentine         | 0                              | 0                                  | 1                                   | 1     |
| -     | Nigeria           | 0                              | 0                                  | 1                                   | 1     |
| -     | Porto Rico        | 0                              | 0                                  | 1                                   | 1     |
| -     | Espagne           | 0                              | 0                                  | 1                                   | 1     |
| -     | Tunisie           | 0                              | 0                                  | 1                                   | 1     |
| -     | Ouzbékistan       | 0                              | 0                                  | 1                                   | 1     |
| Total | 22 pays médaillés | 12                             | 12                                 | 24                                  | 48    |